# 东南大学化学化工学院
东南大学化学化工学院隶属于2009年设立的东南大学机能材化学部。

## 历史
- 学院溯源于1984年12月成立的南京工学院化学化工系
- 2000年4月，原东南大学、南京铁道医学院、南京交通高等专科学校合并，南京地质学校并入，组建了新的东南大学。[2]
- 2006年成立化学化工学院，下设化学系、化学工程系、制药工程系和高分子科学与工程系四个系。

## 专业设置
- 学院目前有“应用化学”，“材料物理和化学”，“制药工程”，“生物材料和组织工程”等四个工学博士点
- 有“化学工程与技术”一级学科硕士点，“化学工程”，“化学工艺”，“应用化学”，“生物化工”，“工业催化”，“材料物理和化学”，“制药工程”，“生物材料和组织工程”，“物理化学”，“高分子材料和物理”等10个硕士点
- “化学工程”，“材料工程”，“生物化工”等3个工程硕士点